# Kryński (nazwisko)
Kryński (forma żeńska: Kryńska, liczba mnoga: Kryńscy) – polskie nazwisko.

## Etymologia nazwiska
Notowane od 1486 roku, pochodzi od nazwy miejscowej Krynki (dawne województwo białostockie, gmina Krynki).

## Rody szlacheckie
Nazwiskiem Kryński posługiwało się kilka rodów szlacheckich. Byli to: Kryńscy herbu Kopacz, Kryńscy herbu Korab, Kryńscy herbu Pomian, Kryńscy herbu Przegonia, Kryńscy herbu Rawicz, Kryńscy herbu Rogala oraz Kryńscy herbu Ślepowron.

## Demografia
Na początku lat 90. XX wieku w Polsce mieszkało 2659 osób o tym nazwisku, najwięcej w dawnym województwie: warszawskim  – 564, białostockim – 616 i siedleckim – 184. W 2016 roku mieszkało w Polsce około 2905 osób o nazwisku Kryński, najwięcej w Warszawie i Siemiatyczach.